# 720
Évszázadok: 7. század – 8. század – 9. század
Évtizedek: 670-es évek – 680-as évek – 690-es évek – 700-as évek – 710-es évek – 720-as évek – 730-as évek – 740-es évek – 750-es évek – 760-as évek – 770-es évek
Évek: 715 – 716 – 717 – 718 –  719 – 720 – 721 – 722 – 723 – 724 – 725

## Események

### Európa
- III. León bizánci császár húsvétkor uralkodótársává emeli kétéves fiát, V. Kónsztantinoszt. Ez esemény tiszteletére új ezüstpénzt, miliarészeiont veret.

### Omajjád Kalifátus
- A 37 éves II. Omár kalifa megbetegszik és februárban meghal. Utóda az előző kalifa, Szulejmán öccse, II. Jazíd.
- Az Omár által elfogatott Jazíd ibn al-Muhallab iraki kormányzó megszökik aleppói börtönéből és Bászrába menekül, ahol helyi hívei beengedik a városba és rövid ostrom után elfogja a citadellába visszahúzódott városi kormányzót. Al-Muhallab ezután dzsihádot hirdet a kalifa ellen, ám augusztusban Kúfánál vereséget szenved a kalifához hű erőktől és elesik a csatában.
- Al-Szamh ibn Malik al-andaluszi kormányzó folytatja dél-franciaországi hadjáratát és elfoglalva Septimania városait (többek között Béziers-t és Nîmes-t) megsemmisíti a Vizigót Királyság maradékát is. Az utolsó vizigót király, Ardo elesik az arabokkal folytatott küzdelemben.
- Transzoxániában a betörő nomád türgesek Szamarkand mellett megfutamítják a muszlim sereget majd ostrom alá veszik őket Kaszr al-Bahili erődjében, ahonnan csak a felmentő sereg érkezésekor vonulnak el.

### Japán
- Toneri herceg felügyeletével elkészül a Nihonsoki, Japán történetének második legrégebbi krónikája.

## Halálozások
- Ardo, vizigót király
- Fudzsivara no Fuhito, japán államférfi
- Jazíd ibn al-Muhallab, arab kormányzó
- II. Omár, omajjád kalifa
- Szent Ottilia
- Tarik ibn Zijád, arab hadvezér

## Fordítás
- Ez a szócikk részben vagy egészben  a(z)   720 című angol Wikipédia-szócikk ezen változatának fordításán alapul.  Az eredeti cikk szerkesztőit annak laptörténete sorolja fel. Ez a jelzés csupán a megfogalmazás eredetét és a szerzői jogokat jelzi, nem szolgál a cikkben szereplő információk forrásmegjelöléseként.